# قاعة مريانغسجون
قاعة مرياغنسجون في معبد بسوكسا (بالكورية: 부석사 무량수전) هي الكنز الوطني لكوريا الجنوبية رقم 18.

## معرض الصور

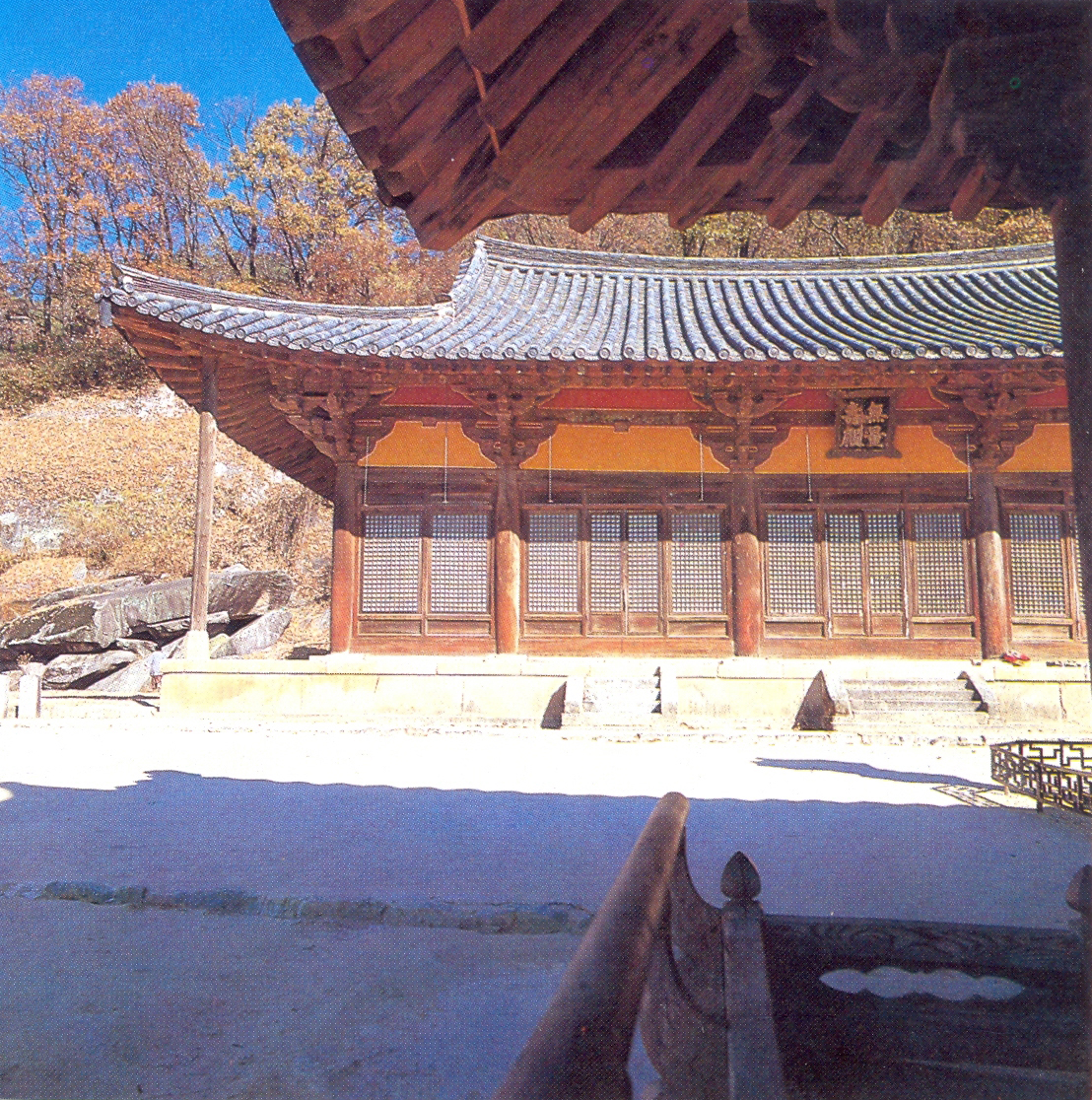
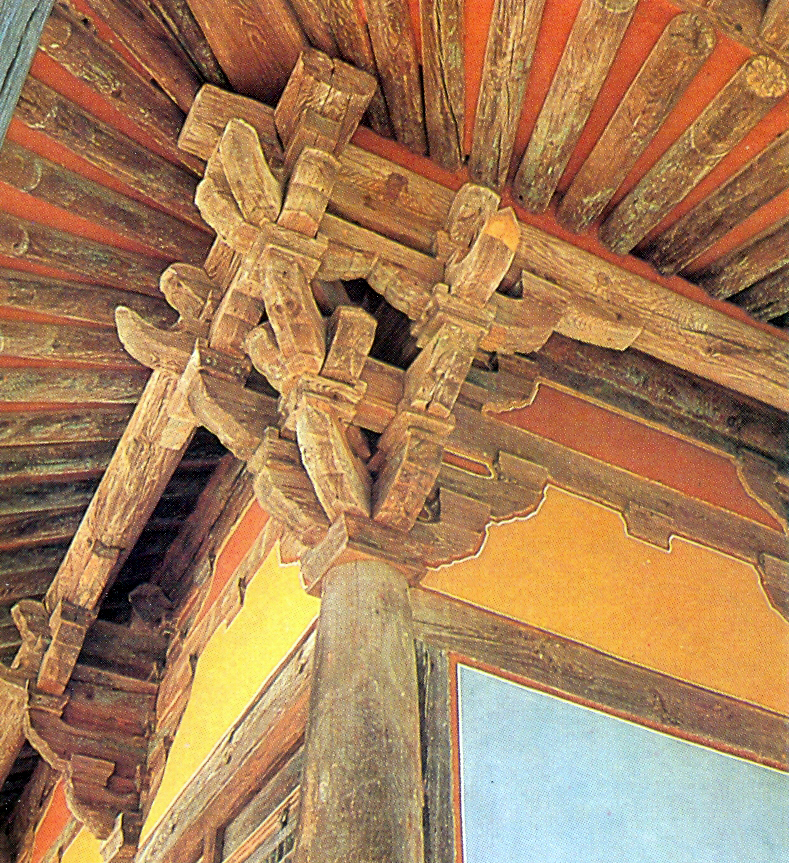
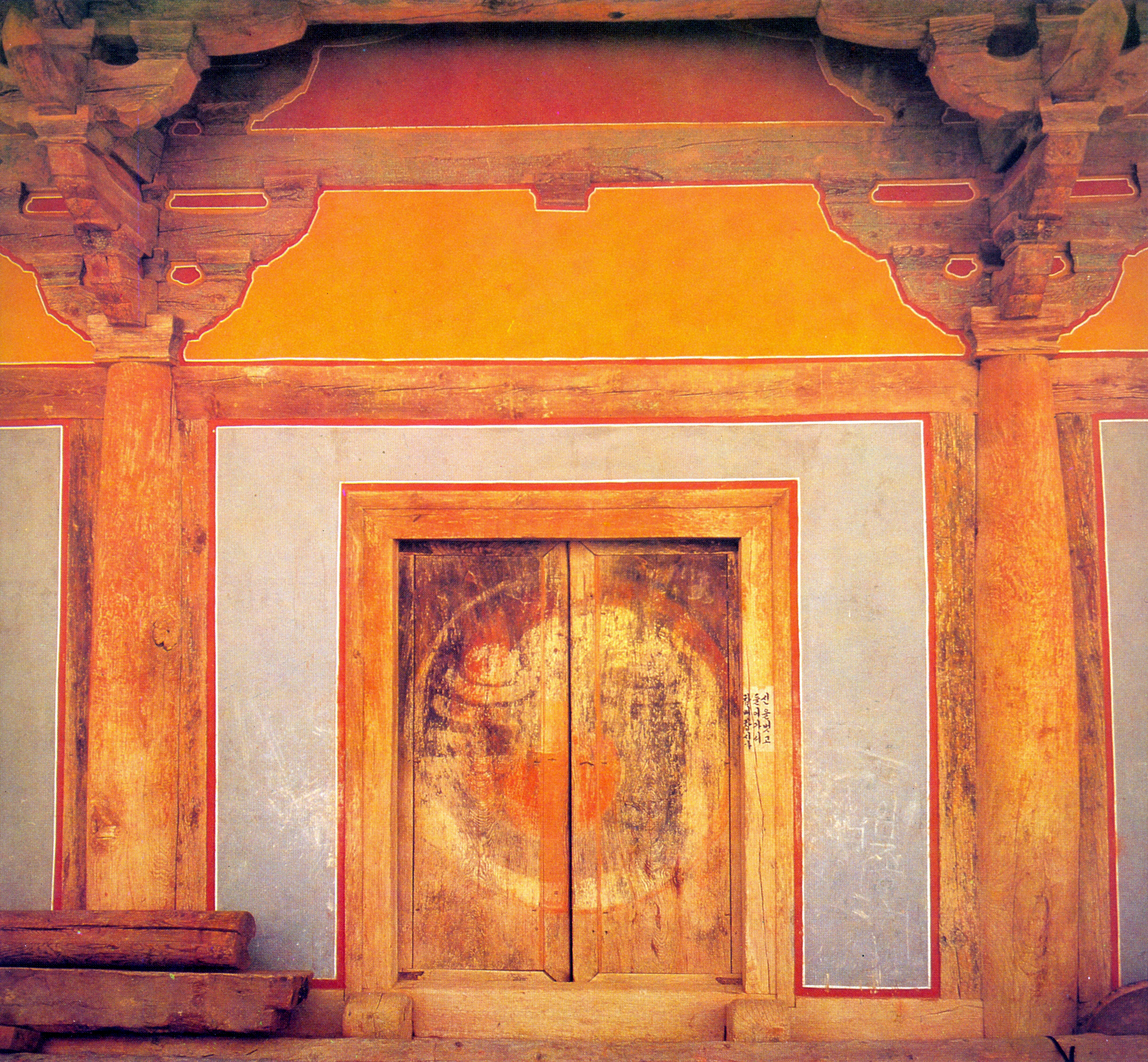
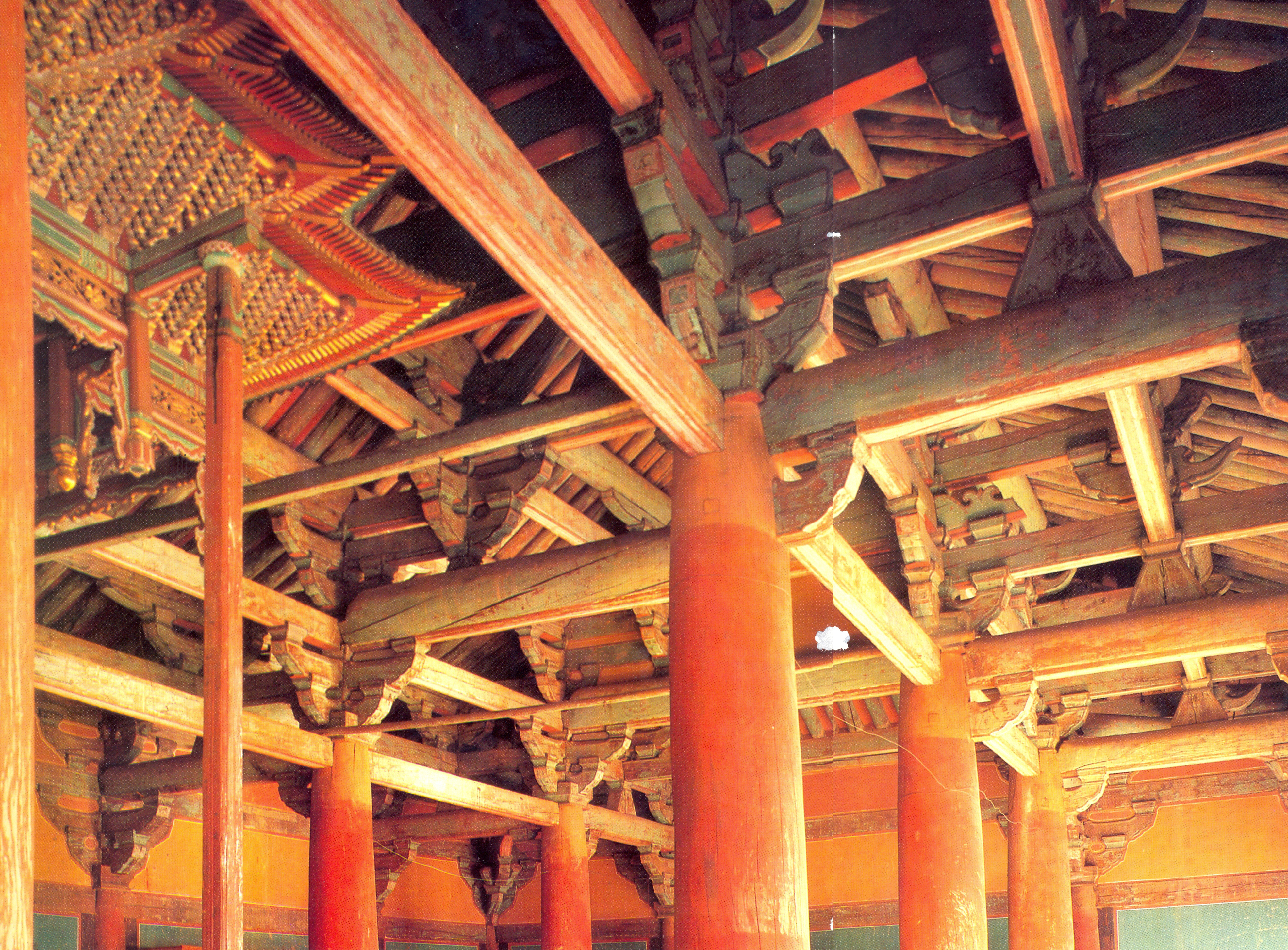